# Megalagrion koelense
Megalagrion koelense (лат.) — вид стрекоз из семейства Coenagrionidae, эндемик Гавайских островов, описанный австралийским энтомологом английского происхождения Томасом Блэкберном в 1884 году. Филогенетически близкими видом является Megalagrion kauaiense.

## Описание
Всё тело чёрное. Длина брюшка 35 мм. Длина задних крыльев 22 м, размах крыльев 50 мм. Между четырёхугольником и узелком на крыльях три ячейки. Яйцеклад самки с крупными зубчатыми гребнями. Личинки зеленоватые или бледно-коричневые с тёмными полосками по бокам брюшка. Длина личинки, включая жабренные нити, до 12,5 мм.  Жабры толстые и короткие. На боковых долях, обычно по пять щетинок.

## Распространение
В горах на островах Мауи и Оаху встречается на высотах 900 м над уровнем моря.

## Экология
Личинки развиваются в фитотельматах, водоёмах образованных листьями Feycinetia arborea, питаются насекомыми и другими мелкими беспозвоночными. Самцы не проявляют территориального поведения и не защищают территорию, в отличие от некоторых других видов рода Megalagrion. Включён в Красный список угрожаемых видов МСОП со статусом LC (Виды, вызывающие наименьшие опасения). 

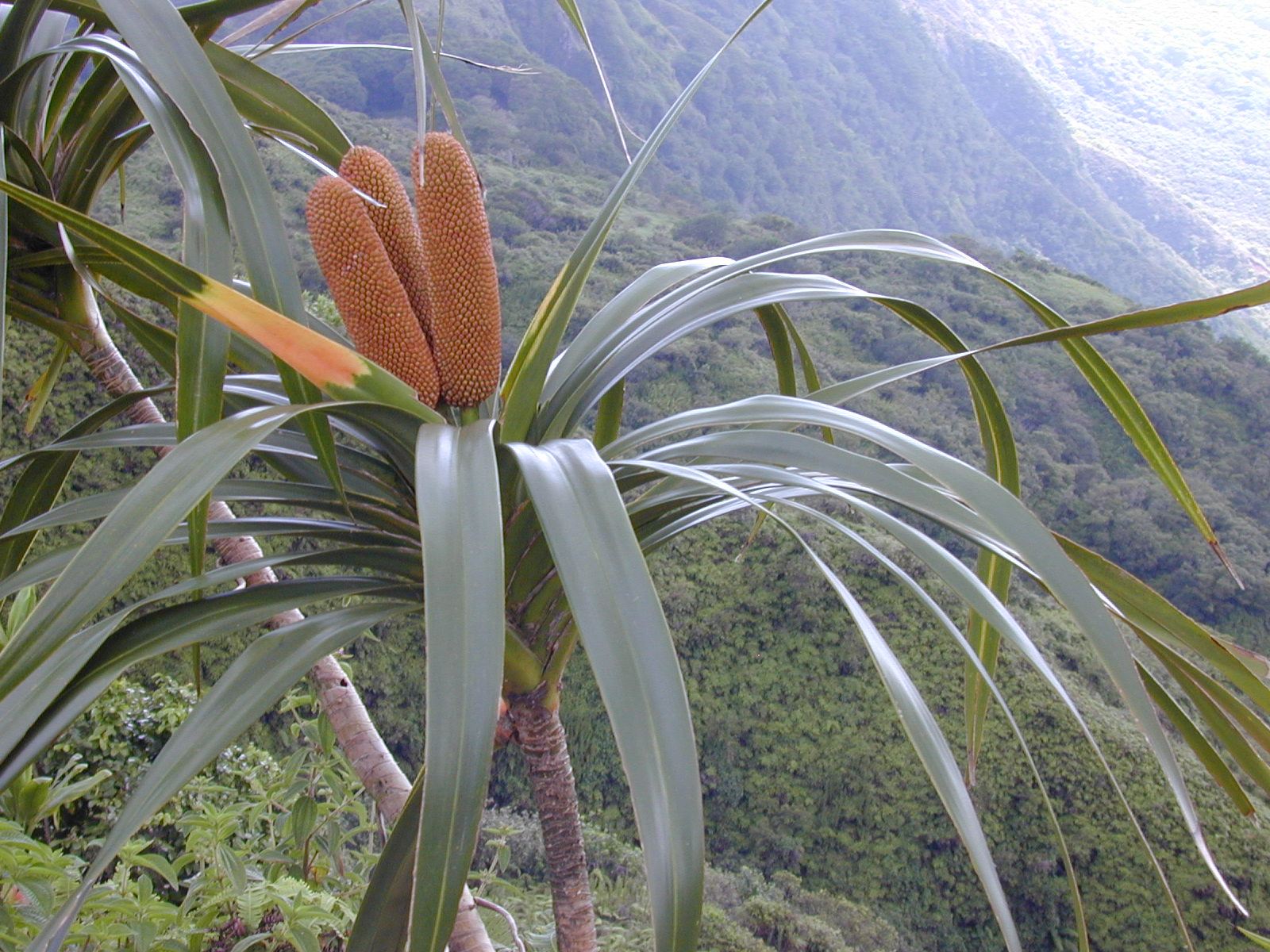
Freycinetia arborea